# Lammassaari (ö i Södra Österbotten, Seinäjoki)
Lammassaari är en ö i Finland. Den ligger i sjön Palojärvi och i kommunen Kauhava i den ekonomiska regionen  Seinäjoki och landskapet Södra Österbotten, i den centrala delen av landet, 400 km norr om huvudstaden Helsingfors. Öns area är 8 hektar och dess största längd är 0,5 kilometer i sydöst-nordvästlig riktning.